# المذبحة الغاليسية

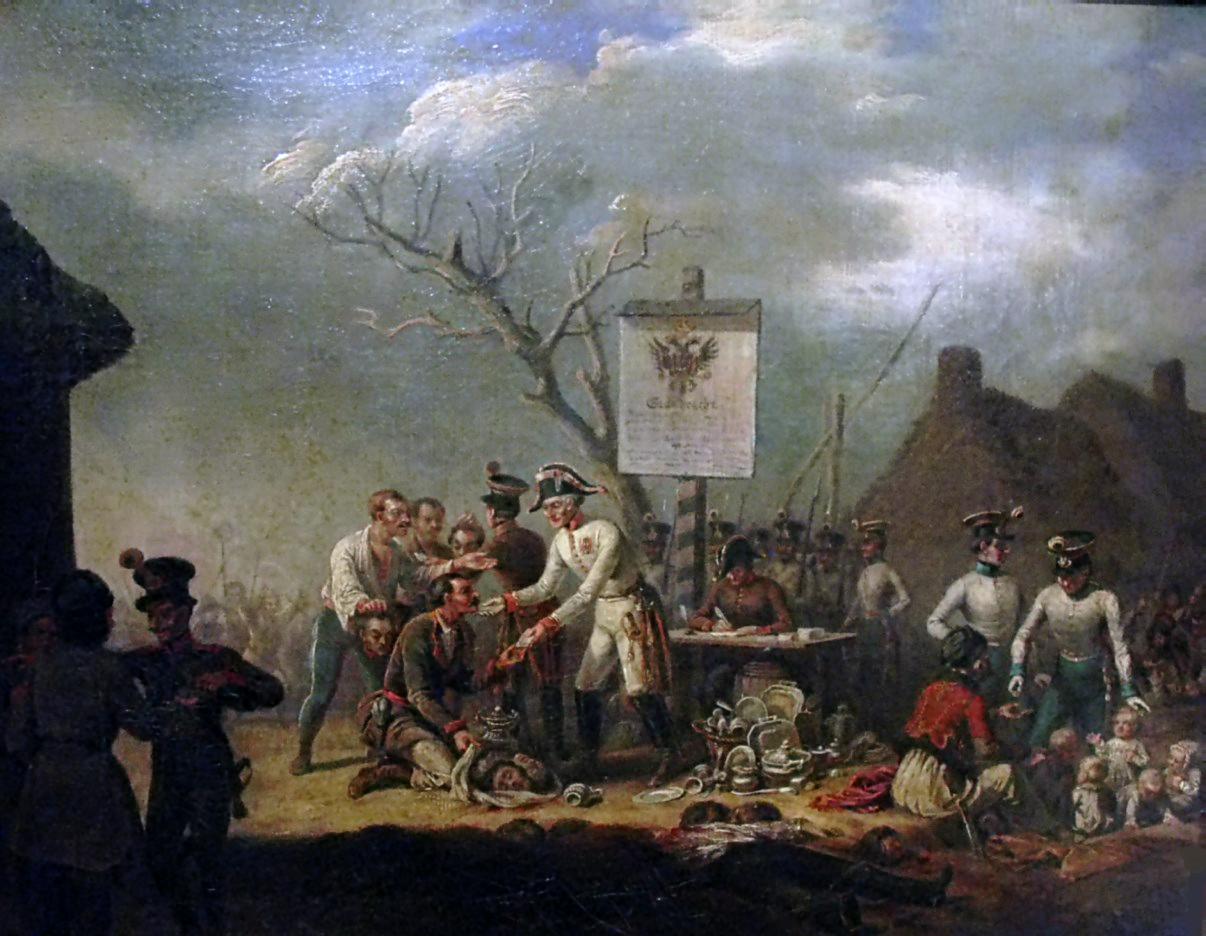

المذبحة الغاليسية، والمعروفة أيضًا باسم انتفاضة الفلاحين لعام 1846 أو انتفاضة زيلا، كانت انتفاضة مدتها شهرين للفلاحين الغاليسيين أدت إلى قمع انتفاضة الشلختا (انتفاضة كراكوف) ومذبحة الشلختا في غاليسيا داخل التقسيم النمساوي في أوائل عام 1846. أثرت الانتفاضة، التي استمرت منذ فبراير حتى مارس، بشكل أساسي على الأراضي المحيطة بمدينة تارنوف.
كانت ثورة ضد القنانة، موجهة ضد الممتلكات الإقطاعية والقمع (على سبيل المثال، السجون الإقطاعية). قتل الفلاحون الغاليسيون نحو 1000 من النبلاء ودمروا نحو 500 إقطاعية. استخدمت الحكومة النمساوية الانتفاضة لسحق النبلاء البولنديين الوطنيين، الذين كانوا ينظمون انتفاضة ضد النمسا. 

## خلفية
في مدينة كراكوف الحرة شبه المستقلة، وضع المفكرون والنبلاء البولنديون الوطنيون (الشلختا) خططًا لانتفاضة عامة في بولندا المقسمة، بهدف إعادة تأسيس بولندا المستقلة. خُطِّط لانتفاضة مماثلة من النبلاء في بوزنان، ولكن سرعان ما قبضت الشرطة على الزعماء. بدأت انتفاضة كراكوف ليلة 20 فبراير، وحققت نجاحًا محدودًا في البداية.
في غضون ذلك، أدت قلة المحاصيل الأخيرة إلى اضطرابات كبيرة بين الفلاحين المحليين.

## الانتفاضة
كانت انتفاضة كراكوف شرارة أشعلت تمرد الفلاحين. ناشد النبلاء المتمردون الفلاحين، وذكروهم بالبطل الشعبي تاديوش كوسيوسكو ووعدوهم بإنهاء القنانة. انحاز بعض الفلاحين بالفعل إلى النبلاء. لاحظ ناركيفتش وهاهن، من بين آخرين، أن الفلاحين حول كراكوف، الذين تذكر الكثير منهم الوعود التي قطعها كوسيوسكو والجنود الفلاحين الذين قاتلوا إلى جانبه، كانوا متعاطفين مع المتمردين النبلاء. تذكر رواية أخرى الفلاحين في خوخولوف، الذين تجمعوا تحت العلم البولندي وقاتلوا النمساويين. 
تتفق معظم المصادر على أن النمساويين شجعوا الفلاحين على الثورة. يشير عدد من المصادر إلى الإجراءات التي اتخذتها إدارة تارنوف النمساوية، ولا سيما المسؤول الذي عُرف بأنه ضابط مقاطعة تارنوف، يوهان بريندل فون فالرشتاين. تواصل فالرشتاين مع زعيم الفلاحين جاكوب زيلا. وُعِدَ الأقنان بإنهاء واجباتهم الإقطاعية إذا ساعدوا في قتل النبلاء البولنديين المتمردين، ودُفِع لهم أيضًا المال والملح مقابل رؤوس النبلاء. يشير هاهن إلى «أنه من المقبول عمومًا إثبات أن السلطات النمساوية استغلت عمدًا استياء الفلاحين من أجل قمع الانتفاضة الوطنية». يكتب مادغوسكي وآخرون أن «معظم المعاصرين أدانوا السلطات النمساوية لاستخدامها الغادر للفلاحين في أهداف معادية للثورة».
كان من المفارقات، كما لاحظ المؤرخ إريك هوبسباوم، أن الفلاحين حولوا غضبهم إلى الثوار، الذين تضمنت مُثلهم أيضًا تحسين وضع الفلاحين. وصف كارل ماركس مُثل الثوار البولنديين بأنها «حركة ديمقراطية عميقة تهدف إلى إصلاح الأراضي ومسائل اجتماعية ملحة أخرى». أشار العديد من المؤرخين إلى أن تصرف الفلاحين لم يكن بدافع الولاء للنمساويين بقدر ما كان بدافع الثورة ضد النظام الإقطاعي القمعي، الذي كان النبلاء البولنديون ممثلين رئيسيين له ومستفيدين في المنطقة الغاليسية. يتخذ وولف موقفًا مختلفًا هنا، من خلال الإشارة إلى أنه من المحتمل أن تكون السلطات النمساوية ذات تأثير أكبر على الفلاحين، حيث رأوا تحسنًا في ظروف معيشتهم في العقود الأخيرة، ارتبط بالحكم النمساوي الجديد.
كان بيدلو وجيفريز (2007) من بين المعارضين لهذا الرأي، مستشهدين بأبحاث آلان سكيد لعام 1989 التي تدعي أن «سلطات هابسبورغ -على الرغم من المتهمين اللاحقين بالتواطؤ- لم تكن تعرف شيئًا عما كان يحدث وكانت مُرَوَّعة من النتائج لسفك الدماء». يلاحظ هاهن أنه خلال أحداث عام 1846 «لعبت البيروقراطية النمساوية دورًا مريبًا لم يُفَسَّر بالكامل حتى يومنا هذا».
ساعد الفلاحون الجيش النمساوي أيضًا في هزيمة المتمردين في معركة غدوف. 
هاجم الفلاحون بيوت الإقطاعيات لقادة النبلاء المتمردين وكذلك للنبلاء المتمردين المشتبه بهم وقتلوا المئات من أصحاب العقارات وعائلاتهم. تشير التقديرات إلى تدمير نحو 90% من بيوت الإقطاعيات في منطقة تارنوف. دُمِّر ما لا يقل عن 470 بيت إقطاعية. تتراوح تقديرات عدد الأرواح المفقودة لأصحاب العقارات والمسؤولين البولنديين من 1000 إلى 2000. يلاحظ جيزيرسكي أن معظم الضحايا لم يكونوا من النبلاء (ويقدر أن هؤلاء ربما كانوا نحو 200 من إجمالي القتلى) ولكنهم كانوا من موظفيهم المباشرين. لم يكن لمعظم الضحايا أي صلة مباشرة بالمتمردين غير أنهم كانوا جزءًا من نفس الطبقة الاجتماعية. (يشير ديفيز أيضًا إلى أن المسؤولين النمساويين تعرضوا للهجوم من قِبل فلاحين متعصبين بالقرب من بوخنيا). يناقش بيدلو وجيفريز العدد الإجمالي للضحايا مشيرين إلى أنه « فُقِدَ أكثر من ألفي شخص من كلا الجانبين»، ما يشير إلى أن معظم الضحايا كانوا من بين النبلاء البولنديين.
أُخمِدَت الانتفاضة في نهاية المطاف من قبل القوات النمساوية. تختلف الروايات التي تتحدث عن عملية التهدئة. يشير بيدلو وجيفريز إلى أن «القوات النمساوية أخمدتها بوحشية». يشير جيزيرسكي إلى استخدام السلطات للجلد. يصف نانس اعتقال الفلاحين المناهضين للنمسا ونفيهم في خوخولوف. أشار ماغوسكي وآخرون أن الفلاحين عوقبوا بإجبارهم على استئناف التزاماتهم الإقطاعية، بينما حصل زعيمهم، زيلا، على ميدالية ومنحة أرض.